# Transferência reversa de calor

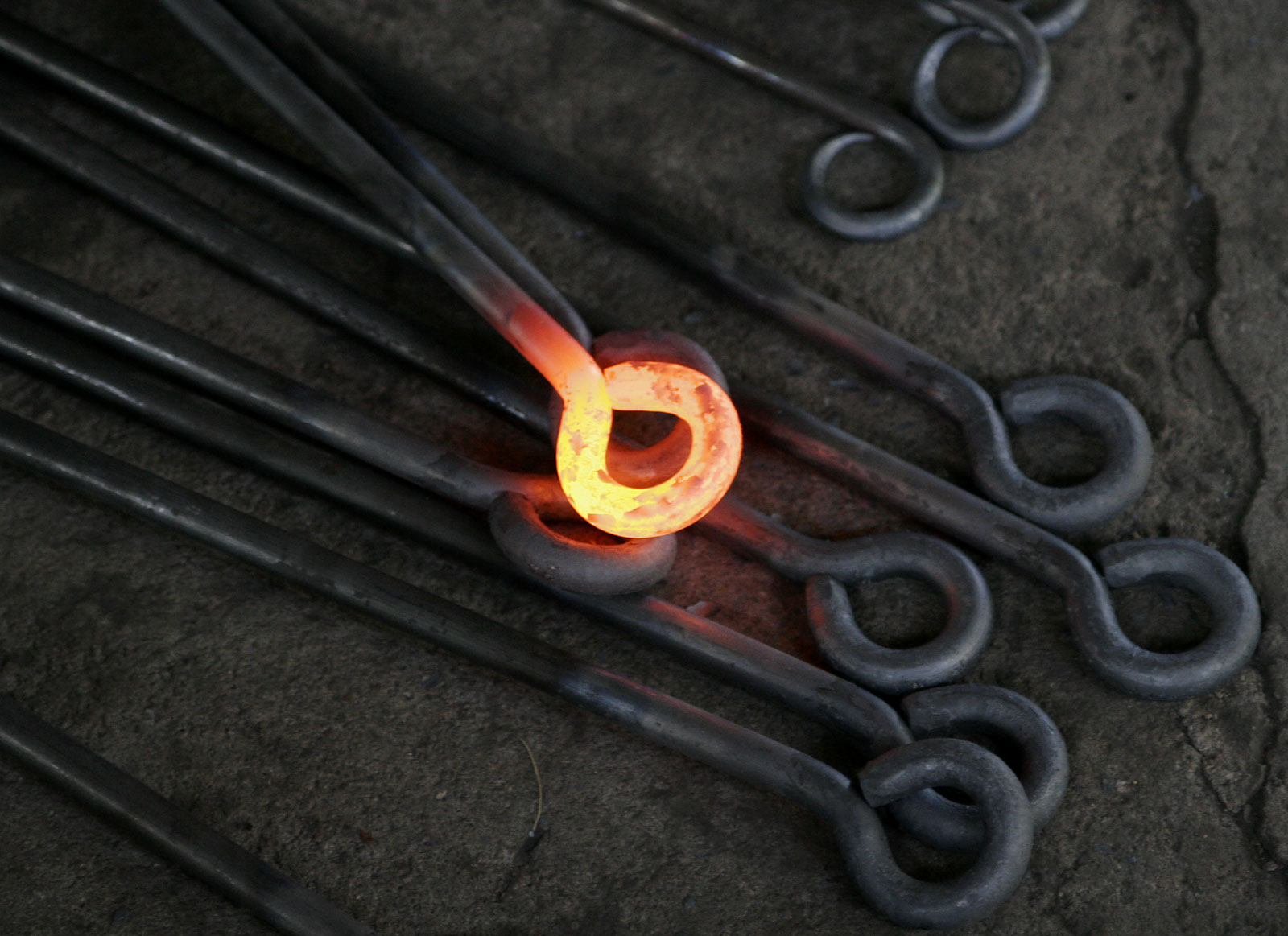
Uma barra de metal incandescente transfere calor ao ambiente, principalmente por radiação térmica e também, em menor quantidade, por convecção.

Em física, transferência, transmissão ou propagação de calor, algumas vezes citada como propagação ou transferência térmica, é a transição de energia térmica de uma massa (corpo) mais quente para uma massa mais fria. Noutras palavras, é a troca de energia calorífica entre dois sistemas de temperaturas diferentes.

## O Problema Direto
Consideremos  a transferência de calor transiente em uma parede plana de espessura L. A distribuição de temperatura inicial é dada por F(x). Para um determinado instante  t > 0, o fluxo de calor transiente f(t) é aplicado na fronteira em x = 0, enquanto que em x = L é mantida a uma temperatura TL  constante. A formulação matemática para esse problema é dado por:
{\displaystyle {\frac {\partial }{\partial x}}(k{\frac {\partial T}{\partial x}})=\rho .c_{p}.{\frac {\partial T}{\partial t}}} →	em  0<x<L →  para t>0 →	(1.1)
{\displaystyle -k{\frac {\partial T}{\partial x}}=F(t)} → em x = L → para t>0 → (1.2)
{\displaystyle T=T_{L}} → em t = 0 → para t > 0 → (1.3)
{\displaystyle T=F(x)} → em t = 0 → para 0 < x < L → (1.4)
Para esse caso as condições de contorno F(t) e TL, a condição inicial F(x), e as propriedades termofísicas {\displaystyle rho}, {\displaystyle c_{p}} e k são todas especificadas, a solução da Eq. (1.1) com as condições de contorno dadas pelas Eqs. (1.2) a (1.4) fornece a distribuição de temperatura T(x,t) no interior da região sólida da parede, em função da posição e do tempo. Essa formulação é denominada de Problema Direto.

## O Problema Reverso
Vamos considerar agora uma situação similar a anterior, mas agora a condição de contorno para x = 0,  F(t) é desconhecida, enquanto que as demais quantidades que aparecem na Eq. (1.1), tais como {\displaystyle T_{L}}, F(x), k, {\displaystyle \rho } e {\displaystyle c_{p}} são conhecidas. O objetivo é determinar a função F(t). Para compensar a falta de informação referente a condição de contorno em x = 0, medimos a temperatura {\displaystyle T(x_{m},t_{i})=Y_{i}} para um determinado tempo {\displaystyle x_{m}} no interior da parede em diferentes tempo {\displaystyle t_{i}} (i = 1, 2, ...., I), no intervalo {\displaystyle 0<t<t_{f}}, onde {\displaystyle t_{f}} é o tempo final.
Este é um problema inverso, pois está preocupado com a estimativa da função F(t) desconhecida na superfície. Aqui, a estimativa é a terminologia usada no lugar de determinação. A razão é que os dados de temperatura medidos utilizados na análise inversa contêm erros de medição. Como resultado, a quantidade determinada pela análise inversa não é exata, mas é apenas uma apenas uma estimativa dentro dos erros de medição.
A formulação matemática para o Probeme Inverso é dada por:
{\displaystyle {\frac {\partial }{\partial x}}(k{\frac {\partial T}{\partial x}})=\rho .c_{p}.{\frac {\partial T}{\partial t}}} →	em  0<x<L →  para t>0 →	(1.5)
{\displaystyle -k{\frac {\partial T}{\partial x}}=F(t)} desconhecida → em x = L → para t>0 → (1.6)
{\displaystyle T=T_{L}} → em t = 0 → para t > 0 → (1.7)
{\displaystyle T=F(x)} → em t = 0 → para 0 < x < L → (1.8)
A temperatura medida no interior do corpo, localizada em xm para diferentes tempos {\displaystyle t_{i}} é dada por:
{\displaystyle T(x_{m},t_{i})=Y_{i}} → em {\displaystyle x=x_{m}} → para {\displaystyle t=t_{i}(i=1,2,..,I)} → (1.9)
O objetivo principal do problema direto é determinar o perfil de temperatura T(x,t) no sólido, quando todas as variáveis são conhecidas, tais como: condições de contorno e seus parâmetros, condições iniciais, propriedades termofísicas, entre outras. Enquanto que no problema inverso, o objetivo é estimar uma ou mais variável desconhecida, através do conhecimento da temperatura em alguma seção no meio do corpo sólido. No problema direto as causas são dadas e o efeito é determinado, enquanto que no problema inverso o efeito é conhecido e a causa estimada.

## Parâmetros de Forma
Problemas inversos podem ser resolvidos com a estimativa de um parâmetro na forma de uma função. Se alguma informação sobre a forma funcional dessa função esta disponível, o problema é reduzido a estimativa de alguns parâmetros. Vamos considerar o problema inverso e as condições de contorno especificadas pelas Eqs. (1.5) a (1.8) e assumir que a função desconhecida F(t) pode ser representada por um polinômio em função do tempo dado por:
{\displaystyle F(t)=P_{1}+P_{2}*t+P_{3}*t^{2}+.......+P_{N}*t^{N-1}} → (1.10)
{\displaystyle F(t)=\sum _{j=1}^{\mathbb {N} }\ P_{j}*C_{j}(t)}
onde {\displaystyle P_{j},j=1,2,....,N}, são constantes desconhecidas e {\displaystyle C_{j}(t)} é uma função de estudo.
Uma vez que, o objetivo do problema inverso é estimar a função F(t), o problema resume-se a estimar um número finito do parâmetro {\displaystyle P_{j}}, onde o número N de parâmetros é previamente definido.

## Dificuldades na Solução de Problemas de Transferência de Calor Reversa
Para ilustrar as dificuldades presentes na solução de problemas de transferência de calor reversa, vamos considerar um sólido semi-infinito (0 < x < ∞) inicialmente a uma temperatura de zero gruas Celsius. Para um t > 0, a superfície em x = 0 esta sujeita a um fluxo de calor representado pela equação:
{\displaystyle q(t)=q_{0}cos\omega t} → (2.1)
onde {\displaystyle q_{0}} e ω representam a amplitude e a frequência de oscilação do fluxo de calor, respectivamente, e t é a variável tempo. Após o término da fase transiente, a distribuição de temperatura no sólido é dado por: , 
{\displaystyle T(x,t)={\frac {q_{0}}{k}}{\sqrt {\frac {\alpha }{\omega }}}e^{-\omega {\sqrt {\frac {\omega }{2\alpha }}}}\cos \left({\omega t-x{\sqrt {\frac {\omega }{2\alpha }}}-{\frac {\Pi }{4}}}\right)} → (2.2)
onde {\displaystyle \alpha } é a difusividade térmica e k a condutibilidade térmica do sólido.
A Eq. (2.2) mostra que a resposta da temperatura é defasada em relação à excitação do fluxo de calor na superfície do corpo, ficando mais pronunciada para pontos localizados mais no interior do corpo. O registro a temperatura indica a necessidade de medidas tomadas depois do momento em que o fluxo de calor é aplicado, se for para ser estimado.
A amplitude para oscilação da temperatura em alguma localização, |∆T(x)|, é obtido fazendo o termo {\displaystyle \cos \left({\omega t-x{\sqrt {\frac {\omega }{2\alpha }}}-{\frac {\Pi }{4}}}\right)=1}
{\displaystyle |\Delta (x)|={\frac {q_{0}}{k}}{\sqrt {\frac {\alpha }{\omega }}}e^{-\omega {\sqrt {\frac {\omega }{2\alpha }}}}} → (2.3)
A Eq. (2.3) mostra que |∆T(x)|  diminui exponencialmente com o aumento da profundidade abaixo da superfície e com o aumento da frequência ω. A amplitude do fluxo de calor,{\displaystyle q_{0}}, pode ser estimado usando diretamente a temperatura medida em um ponto no interior do corpo sólido, algum erro na medida de |∆T(x)| será aumentado exponencialmente com a profundidade x e a frequência ω, como mostra a equação.
{\displaystyle |\Delta (x)|k\left({\sqrt {\frac {\alpha }{\omega }}}\right)^{-1}} → (2.4)
É fácil perceber que, a fim de ser capaz de estimar o fluxo de calor de fronteira, um sensor deve estar localizado dentro de uma profundidade abaixo da superfície onde a amplitude da oscilação da temperatura é muito maior do que a medição dos erros. Caso contrário, é impossível distinguir se a oscilação da temperatura medida é devido a mudanças no fluxo de calor na fronteira ou devido aos erros de medição, resultando dessa maneira na não solução do problema inverso.
A discussão acime revela que, dependendo da localização do sensor e da frequência das oscilações, a solução do problema inverso pode tornar-se muito sensível a erros de medição nos dados de entrada.
Uma vez que a precisão da solução obtida pelo problema inverso é afetada por erros envolvido na medição da temperatura, apresentamos a seguir oito hipóteses padrão proposta por Beck , ,, em relação a descrição estatística dos erros.
1. Erros aditivos {\displaystyle Y_{i}=T_{i}+\epsilon _{i}}
onde {\displaystyle Y_{i}} é a temperatura medida, {\displaystyle T_{i}}, é a temperatura atual e {\displaystyle \epsilon _{i}} o erro aleatório.
2. O erro da temperatura {\displaystyle \epsilon _{i}} tem uma média zero, isto é {\displaystyle E\left(\epsilon _{i}\right)=0}, onde E é o valor esperado do operador. O erro pode ser dito estabilizado.
3. A variância do erro é dada por {\displaystyle \sigma ^{2}=E{[Y_{i}-E(Y_{i})]^{2}}=\sigma ^{2}=constante} no qual a média da variância de {\displaystyle Y_{i}} é independente das medições. 
4. Os erros associados a  medições diferentes não são correlacionados. Dois erros de medição {\displaystyle \epsilon _{i}} e {\displaystyle \epsilon _{j}}, onde i≠j, estão correlacionados, se a covariância de {\displaystyle \epsilon _{i}} e {\displaystyle \epsilon _{j}} for zero.
{\displaystyle cov(\epsilon _{i},\epsilon _{j})={E[\epsilon _{i}-E(\epsilon _{i})][\epsilon _{j}-E(\epsilon _{j})]}=0} para i≠j.
5. Os erros medidos tem uma distribuição normal (Gaussiana), a distribuição de probabilidade é dada por:
{\displaystyle f(\epsilon _{i})={\frac {1}{\sqrt {2\Pi }}}e^{\frac {-\epsilon _{i}^{2}}{2\sigma ^{2}}}}
6. O parâmetro estatístico {\displaystyle \epsilon _{i}}, bem como {\displaystyle \sigma }, são desconhecidos.
7. As únicas variáveis que contém erros aleatórios são as temperaturas medidas. Os tempos de medição, posições de medição, as dimensões do corpo e todas os demais parâmetros que aparecem na formulação do problema inverso são todos conhecidos com precisão. 
8. Não há nenhuma informação prévia sobre as quantidades a serem estimadas, que podem ser parâmetros ou funções. Se a informação existe, ela pode ser utilizada para obter estimativas melhoradas.